# Повіт Мійоші
Пові́т Мійо́ші (яп. 三好郡, みよしぐん, МФА: [mʲijoɕi guɴ]) — повіт у Японії, у префектурі Токушіма. Станом на 1 серпня 2012 року його площа становила 122,55 км². Населення складало 14 773 осіб, а густота населення — 121 осіб/км². До складу повіту входить містечко Хіґаші-Мійоші.